# Isopatia
Isopatia é um sistema terapêutico que utiliza as causas ou os produtos de uma doença ou de um órgão afetado para o desejado fim de cura.
Considerada uma terapia derivada da homeopatia — espécie de especialidade sua — isopatia foi inventada por Johann Joseph Wilhelm Lux nos anos 1830, e difere da homeopatia em geral pelo fato de que os seus remédios, ditos "nosódios" [a], serem preparados a partir de matérias causadoras de doenças ou daquelas originadas pela sua instalação no paciente (como pus e outras secreções ou excreções . Assim, isopatia trata varíola com quantidade mínima de matéria variólica, doenças do fígado com extrato hepático, etc.. Nesse sentido, guarda similaridade com a vacinoterapia.